# Southend United Football Club
El Southend United Football Club és un club de futbol anglès de la ciutat de Southend-on-Sea, Essex.

## Història

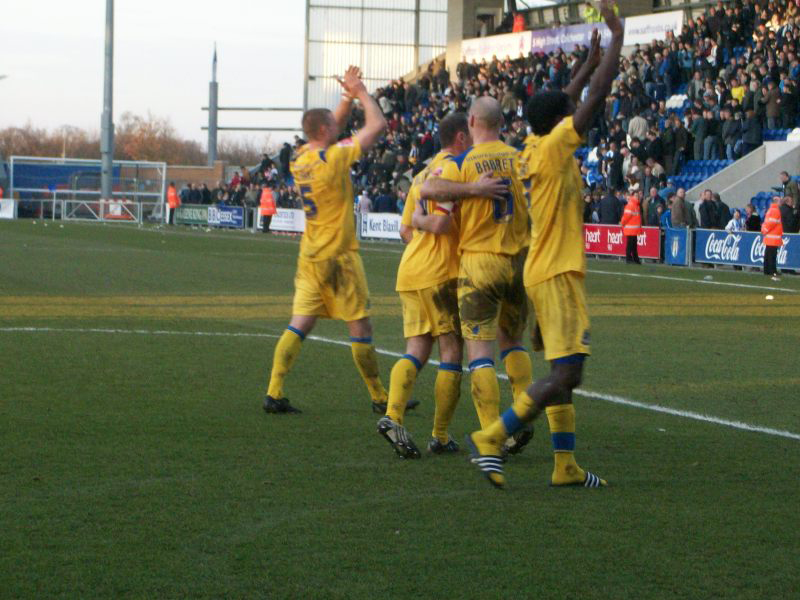
Jugadors del Southend.

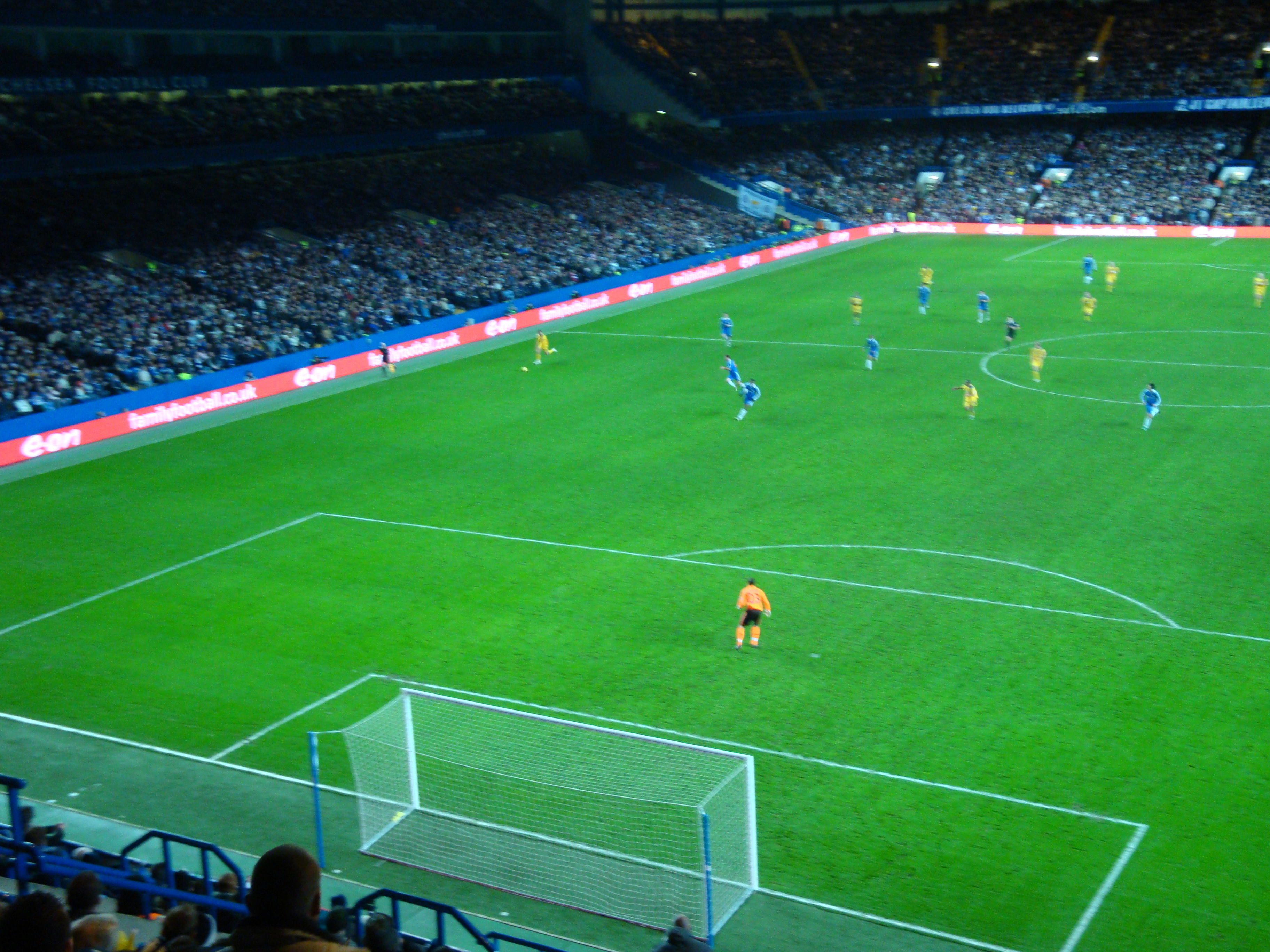
Southend a Stamford Bridge.

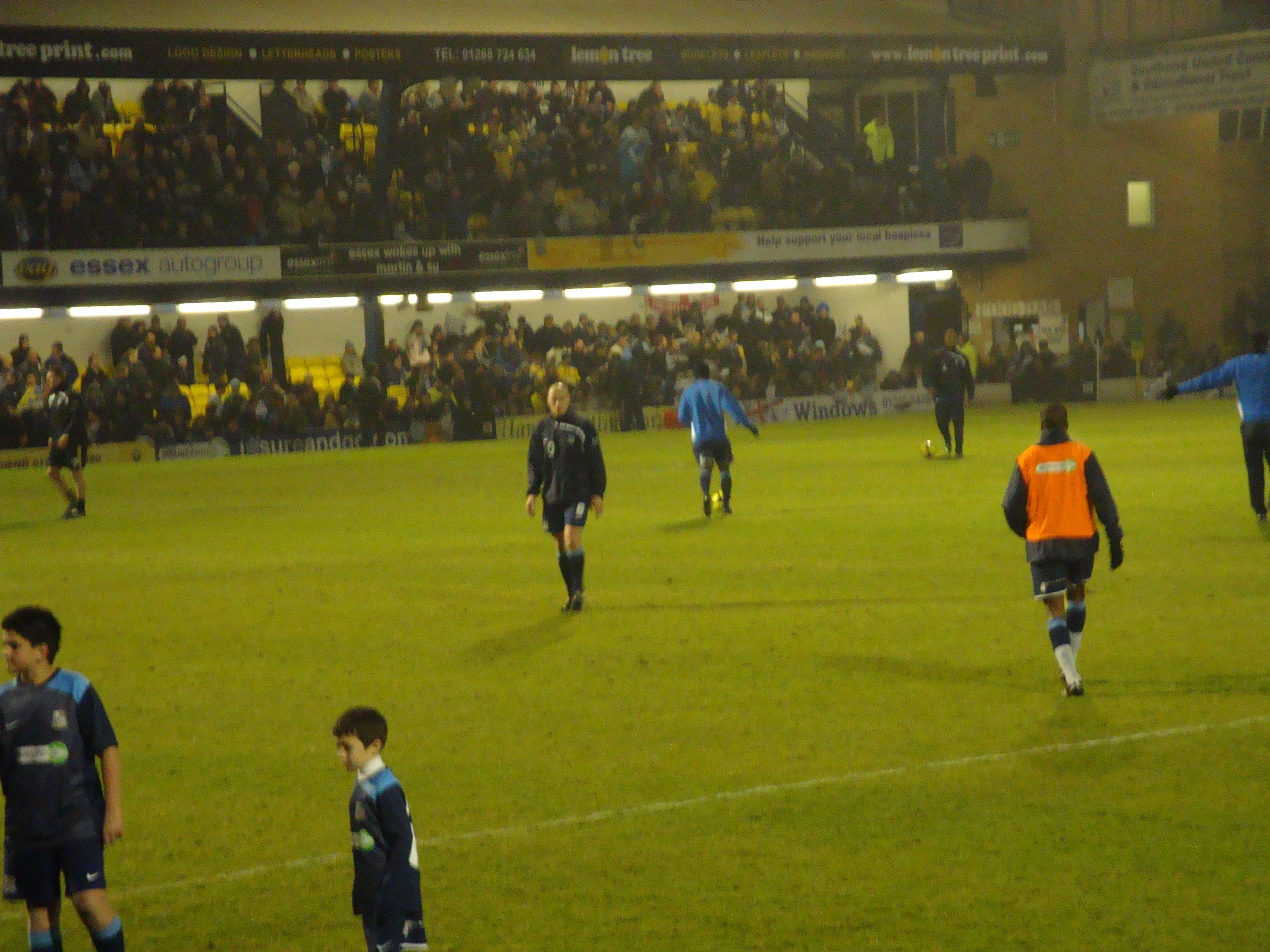
Southend enfront Chelsea.

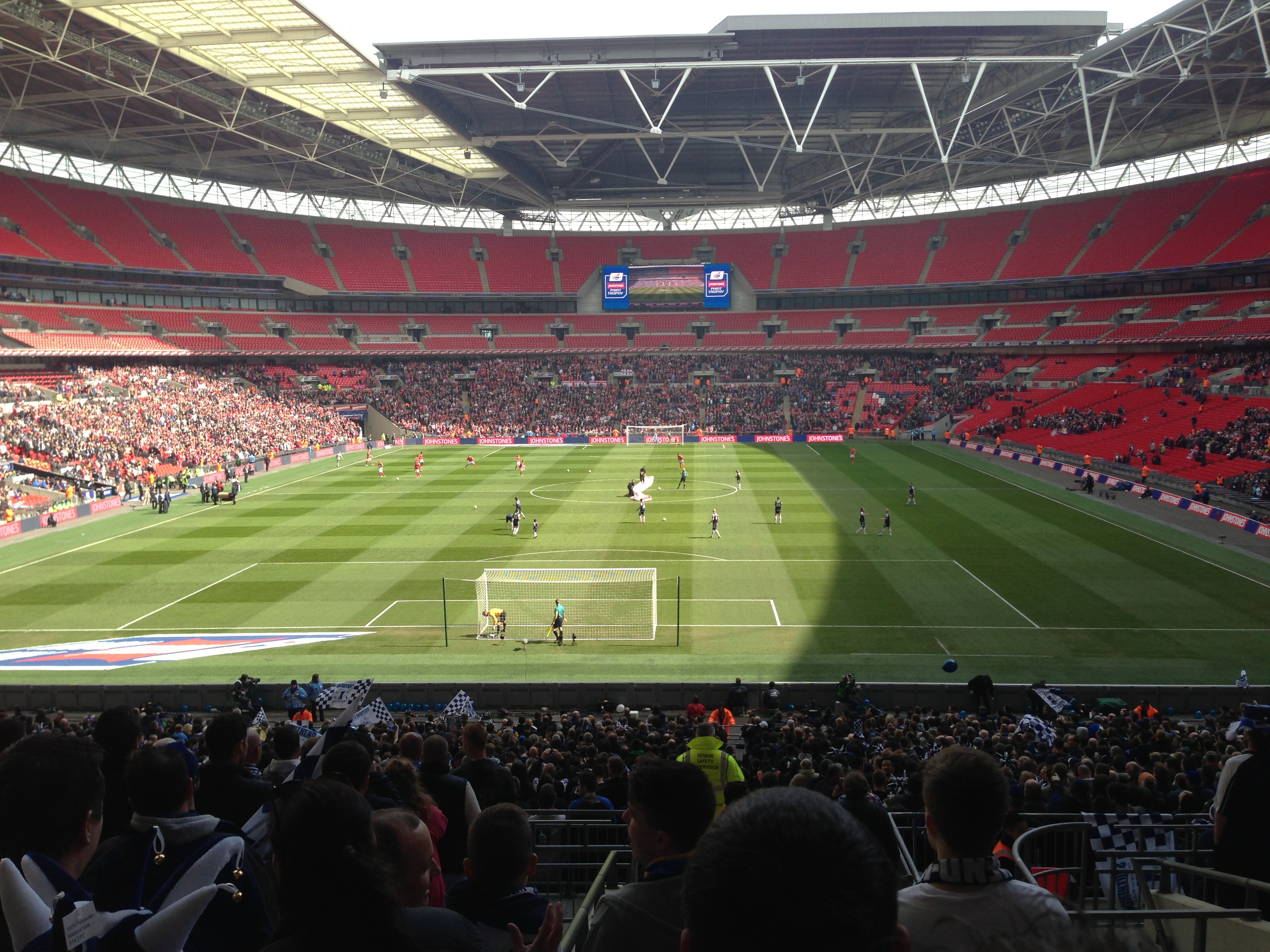
Southend United a Wembley

El club nasqué el 1906. Disputà la Southern League fins a l'any 1920, en què ingressà a la tercera categoria de la Football League, de nova creació. La següent temporada aquesta categoria es regionalitzà, jugant el Southend la Tercera Divisió Sud fins a l'any 1958. Estigué a prop de l'ascens els anys 1932 i 1950, en els quals acabà tercer, la seva millor posició fins al 1991. Després d'una reestructuració el 1958, el club passà a jugar la Third Division, on continuà fins al 1966. Aquest any descendí per primer cop a la Fourth Division. Sis temporades més tard (1972) tornà a Tercera en acabar segon per darrere del Grimsby Town. El 1976 tornà a baixar, ascendint com a segon darrere el Watford el 1978. I un nou descens el 1980 fou seguit del campionat de quarta categoria el 1981.
El club continuà en aquestes categories fins que dos ascensos consecutius els anys 1990 i 1991 el portaren a Segona Divisió. El 1995 amb l'antic jugador del Liverpool Ronnie Whelan com a jugador-entrenador, acabà 14è a la Division One. La següent temporada perdé la categoria. Arribà a la seva primera final nacional el 2004, quan s'enfrontà al Blackpool al LDV Vans Trophy al Millennium Stadium de Cardiff. Uns 20.000 seguidors del club viatjaren a la final, però el club la perdé per 2-0. El 2005 arribà novament a la final perdent-la per 2-0 amb el Wrexham. L'abril de 2006 ascendí a la Segona Divisió (Football League Championship), després de proclamar-se campió a Tercera. Les darreres temporades ha jugat a la tercera (League One) i quarta divisó (League Two).
Les principals rivalitats esportives del club són amb el Colchester United i el Leyton Orient.

## Palmarès
- Tercera Divisió anglesa:
  - Champions: 2005-06
- Quarta Divisió anglesa:
  - 1980-81
- Segona Divisió Southern League:
  - 1906-07, 1907-08
- Essex Professional Cup
  - 1950, 1953, 1954, 1955, 1957, 1962, 1965, 1967, 1972, 1973
- Essex Senior Cup
  - 1983, 1991, 1997, 2008
- Essex Thameside Trophy
  - 1990